# Samuel Dwernicki
Samuel Dwernicki herbu Sas – podstoli żytomierski w latach 1707–1722.
W 1707 roku był sędzią skarbowym ziemi lwowskiej.